# جعفرلی (قزاق)

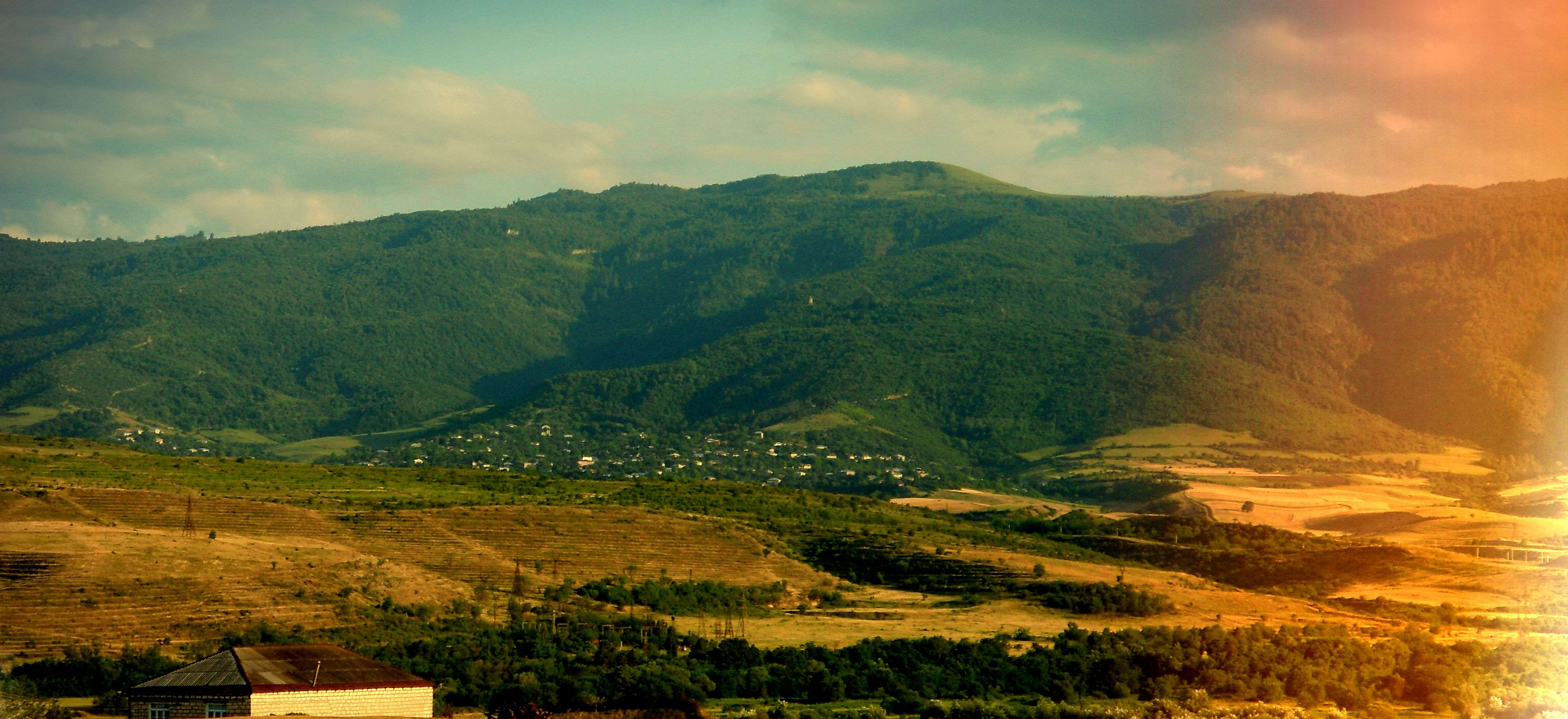
نمایی از شهر جعفرلی

جعفرلی (به ترکی آذربایجانی: Cəfərli) یک منطقه مسکونی در جمهوری آذربایجان است که در شهرستان قزاق واقع شده‌است. جعفرلی ۱۱۳۳ نفر جمعیت دارد.